# Монтень (співачка)
Джессіка Алісса Серро (англ. Jessica Alyssa Cerro, більш відома як Монтень (англ. Montaigne); нар. 14 серпня 1995, Сідней, Австралія) — австралійська співачка та авторка пісень. Представниця Австралії на пісенному конкурсі «Євробачення-2020» у Роттердамі, на якому виступить з піснею «Don't Break Me».

## Життєпис

### Ранні роки
Джессіка Серро народилася в 1995 році в Сіднеї, зросла в Гіллс-Дистрикт, передмісті Сіднея. Її батько Густаво Карлос Серро (нар. 1969), професійний футболіст, який виступав за клуби Австралії та Малайзії. Джессіка описує своє етнічне походження як суміш аргентинських, іспанських, філіппінських і французьких коренів.
У листопаді 2012 року Серро підписала контракт з «Albert Music» і протягом наступних двох років удосконалювала свої навички написання пісень під керівництвом Майкла Шумовські
У 2013 вона взяла псевдонім «Монтень» на честь французького філософа XVI століття Мішеля де Монтеня. Незабаром після закінчення школи Монтень приступила до запису свого першого мініальбому з продюсером Тоні Бухеном.

### 2014—2016: «Glorious Heights»

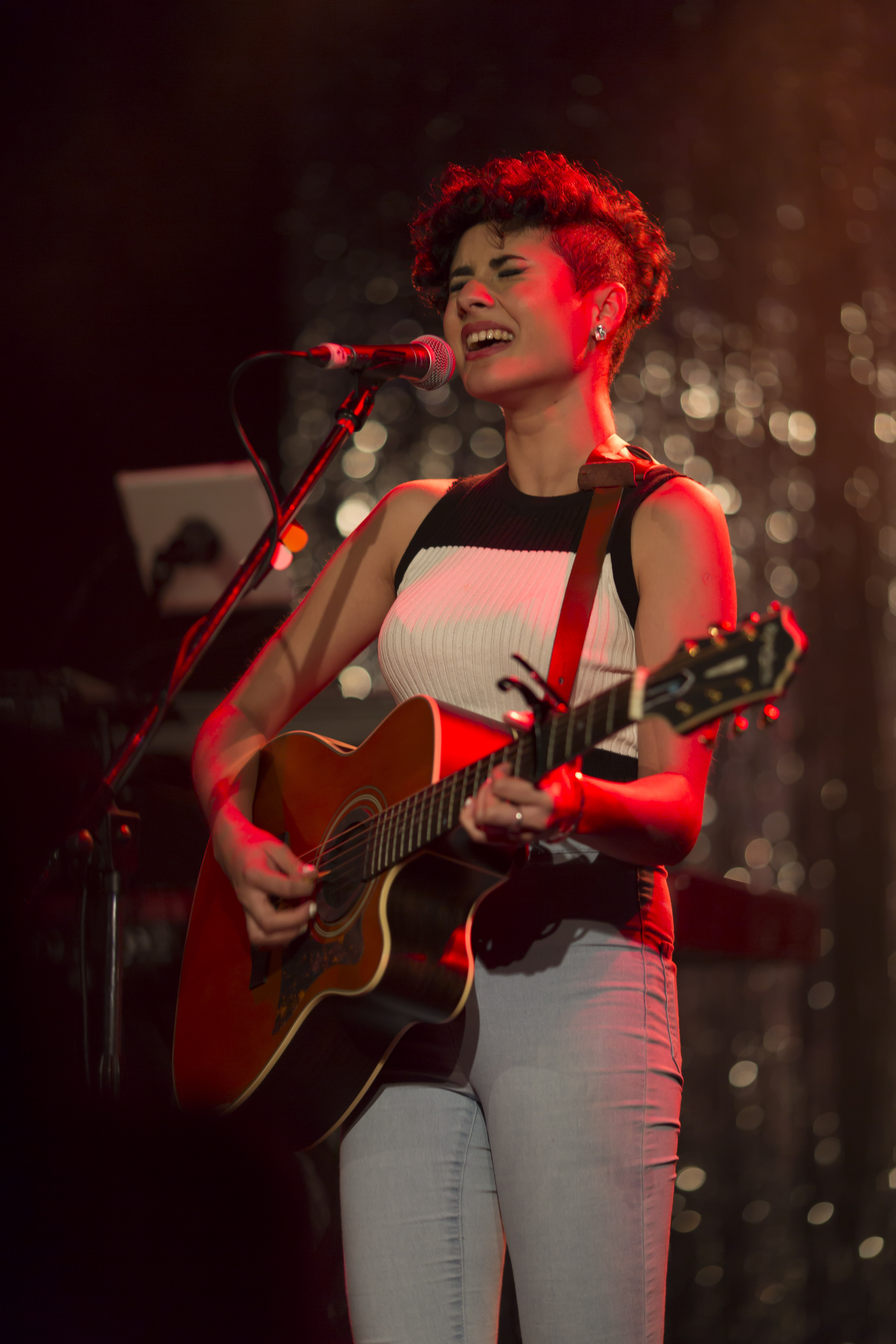
Виступ Монтень у 2015 році.

У 2014 році Монтень випустила свій перший сингл «I Am Not an End», який потрапив до ротації на радіостанції Triple J. У липні того ж року вона підписала договір про управління і запису з Wonderlick Entertainment. 21 листопада 2014 року Серро виступила на передачі «Like a Version» на радіо «Triple J», де виконала власну пісню «I Am Not an End», а також кавер на пісню «Chandelier», співачки Сіа. Того ж дня Монтень випустила свій другий сингл — «i'm a Fantastic Wreck», який також потрапив до ротації на «Triple J» і на сіднейському ком'юніті-радіо FBi Radio, на якому пісня стала 8-ю за популярністю у 2014 році.
В серпні 2015 року у Монтень вийшла пісня «Clip My Wings», перший сингл з дебютного альбому «Glorious Heights». На початку 2016 року, спільно з гуртом «Hilltop Hoods», записала пісню «1955», яка досягла другого місця в австралійському чарті.
У червні 2016 року Монтень випустила третій сингл зі свого дебютного альбому під назвою «Because I Love You». 30 липня ця пісня з'явилася на 98 рядку в ARIA Singles Chart. Повністю альбом вийшов 5 серпня. У листопаді того ж року Монтень стала переможницею «ARIA Music Awards» в номінації «прорив року».

### 2017–дотепер: «Complex» і «Євробачення-2020»
У листопаді 2018 року Монтень випустила головний сингл зі свого майбутнього альбому — «For Your Love». Альбом побачив світ 30 серпня 2019 року під назвою «Complex» і дебютував на 19 сходинці ARIA albums chart.
6 грудня 2019 року став відомо, що Монтень увійшла до десятки учасників шоу Eurovision — Australia Decides, яке є національним відбором Австралії на пісенний конкурс «Євробачення». 8 лютого 2020 року вона виступила на шоу з піснею «Don't Break Me» і стала переможницею шоу, набравши в сумі 107 балів (54 балів від професійного журі та 53 від телеглядачів). Як переможниця, вона представить Австралію на 65-му пісенному конкурсі «Євробачення», яке відбудеться в травні 2020 року в Роттердамі.
Запис Монтень для Євробачення 2021 року — пісня «Technicolor», яка була випущена 5 березня 2021 р. 18 травня 2020 року вона брала участь у 5-ці з 16 пісень у першому півфіналі Євробачення 2021. Зрештою, вона не пройшла кваліфікацію, оскільки не отримала достатньо балів, щоб потрапити в топ-10.

## Особисте життя
Монтень бісексуалка. Крім того вона зізналася у своїй небінарності у 2023 році.

## Дискографія

### Студійні альбоми
| Назва            | Деталі | Найвища позиція в чартах |
| Назва            | Деталі | AUS                      |
| ---------------- | --- | ------------------------ |
| Glorious Heights | - Випущено: 2016 - Лейбл: Wonderlick Entertainment, Sony Australia - Формат: CD, цифрова дистрибуція, стрімінг           | 4                        |
| Complex          | - Випущено: 30 серпня 2019 - Лейбл: Wonderlick Entertainment, Sony Australia - Формат: CD, цифрова дистрибуція, стрімінг | 19                       |

### Міні-альбоми
| Назва             | Деталі | Найвища позиція в чартах |
| Назва             | Деталі | AUS                      |
| ----------------- | --- | ------------------------ |
| Life of Montaigne | - Випущено: 21 листопада 2014 - Лейбл: Wonderlick Entertainment, Sony Australia - Формат: CD, цифрова дистрибуція, стрімінг | —                        |

### Сингли
| Назва                                      | Рік  | Найвища позиція в чартах | Сертифікація | Альбом            |
| Назва                                      | Рік  | AUS                      | Сертифікація | Альбом            |
| ------------------------------------------ | ---- | ------------------------ | ------------ | ----------------- |
| «I Am Not an End»                          | 2014 | —                        |              | Life of Montaigne |
| «I'm a Fantastic Wreck»                    | 2014 | —                        |              | Life of Montaigne |
| «Clip My Wings»                            | 2015 | —                        |              | Glorious Heights  |
| «In the Dark»                              | 2016 | —                        |              | Glorious Heights  |
| «Because I Love You»                       | 2016 | 98                       | ARIA: Gold   | Glorious Heights  |
| «For Your Love»                            | 2018 | —                        |              | Complex           |
| «Ready»                                    | 2019 | —                        |              | Complex           |
| «Love Might Be Found (Volcano)»            | 2019 | —                        |              | Complex           |
| «Don't Break Me»                           | 2020 | —                        |              |                   |
| «—» означає, що сингл не увійшов до чарту. |      |                          |              |                   |

#### Як запрошена артистка
| «1955» (спільно з Hilltop Hoods і Tom Thum)             | 2016 | 2 | ARIA: 6× Platinum | Drinking from the Sun, Walking Under Stars Restrung |
| «Feel That» (спільно з Akouo)                           | 2017 | — |                   | Сингл без альбому                                   |
| «Best Freestylers in the World» (спільно з Aunty Donna) | 2018 | — |                   | The Album                                           |
| «—» означає, що сингл не увійшов до чарту.              |      |   |                   |                                                     |

## Нагороди та номінації

### APRA Awards
| Рік  | Номіновано                              | Нагорода   | Результат |
| ---- | --------------------------------------- | ---------- | --------- |
| 2017 | «1955» (with Hilltop Hoods & Thom Thum) | Пісня року | Номінація |

### ARIA Music Awards
| Рік  | Номіновано                              | Нагорода               | Результат |
| ---- | --------------------------------------- | ---------------------- | --------- |
| 2016 | Glorious Heights                        | Найкраща виконавиця    | Номінація |
| 2016 | Glorious Heights                        | Відкриття року         | Перемога  |
| 2016 | «1955» (with Hilltop Hoods & Thom Thum) | Пісня року             | Номінація |
| 2016 | «1955» (with Hilltop Hoods & Thom Thum) | Найкраще музичне відео | Номінація |
| 2016 | Tony Buchan for Glorious Heights        | Продюсер року          | Номінація |